# Дор (Бабушкінський район)
Дор (рос. Дор) — присілок у складі Бабушкінського району Вологодської області, Росія. Входить до складу Тимановського сільського поселення.

## Населення
Населення — 13 осіб (2010; 20 у 2002).
Національний склад (станом на 2002 рік):
- росіяни — 100 %